# ویجباهوکاندا
ویجباهوکاندا (به لاتین: Wijebahukanda) یک منطقهٔ مسکونی در سری‌لانکا است که در استان مرکزی (سری‌لانکا) واقع شده‌است.